# Helena Marcello-Palińska
Helena Marcello-Palińska właśc. Helena z Chraszczewskich Palińska (ur. 1857 lub 19 kwietnia 1860 w Périgueux, zm. 25 września 1939 w Warszawie) – polska aktorka. 

## Życiorys

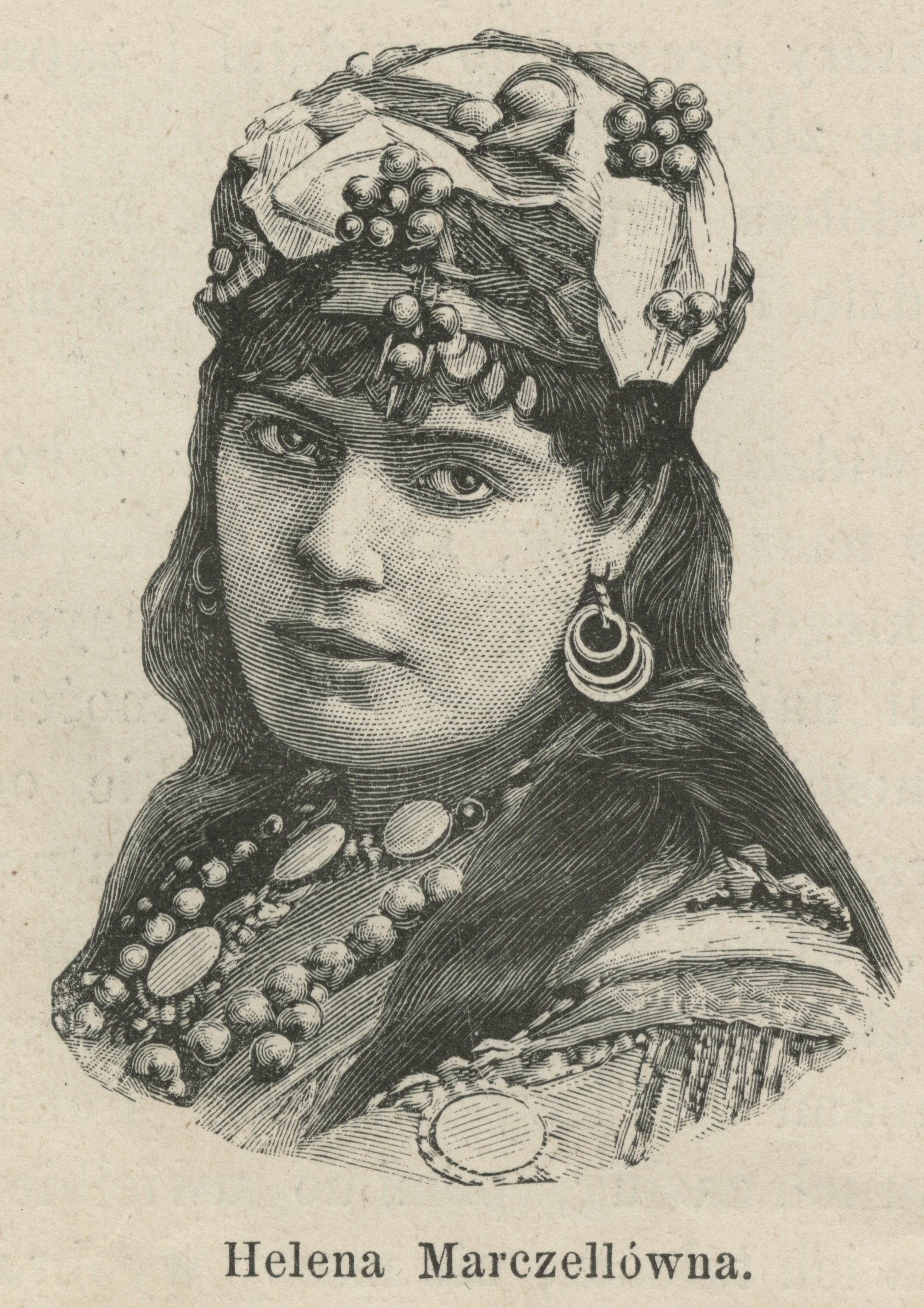
1890

Urodziła się w rodzinie Marcelego Szymona Chraszczewskiego h. Poraj (1826–1885) i Franciszki z Pinińskich (zm. 1893). Była siostrą Bronisławy i Marii Jadwigi (zm. 1922). Mieszkała w Polsce od trzeciego roku życia. Jej nauczycielami gry aktorskiej byli Jan Królikowski i Anastazy Trapszo. Prawdopodobnie debiutowała pod ps. Marczello (później zmienionym na Marcello) w zespole Trapszy na scenie w Częstochowie w 1873 jako Maria w Doktorze Robinie Jules-Martiala Regnaulta de Prémaray. Występowała w tym zespole do końca sezonu 1873/74, w 1874 - w zespole Juliana Grabińskiego, w sezonie 1875/76 - Mieczysława Krauzego. Od 5 października 1876 do końca 1877 grała w teatrze krakowskim (debiut w roli Lidii w Pojedynku szlachetnych Ignacego Maciejowskiego). 14 stycznia 1878 wystąpiła gościnnie w teatrze lwowskim jako Lidia w Daniszewach Piotra Newskiego. W 1878 grała też w teatrze poznańskim. W sezonie 1878/79 ponownie należała do zespołu teatru w Krakowie. W tym czasie wystąpiła znów gościnnie u Grabińskiego w Kielcach w 1879. 30 września 1879 zadebiutowała w Warszawskich Teatrach Rządowych (WTR) w Miłości ubogiego młodzieńca Octave'a Feuilleta. Formalnie należała do zespołu dramatu WTR od 13 października tego roku do 1923. W tym okresie występowała gościnnie m.in. w Pradze w 1900 (np. jako Klara w Właścicielu kuźnic Georgesa Ohneta). W 1908 i czerwcu 1909 podróżowała po Polsce z własnym zespołem objazdowym. Zagrała z nim m.in. w Płocku, Radomiu, Lublinie i Sosnowcu. Obchodziła uroczyście jubileusze trzydziestolecia (22 stycznia 1909) i czterdziestopięciolecia (19 listopada 1922) pracy scenicznej. Należała do kapituły członków zasłużonych ZASP.

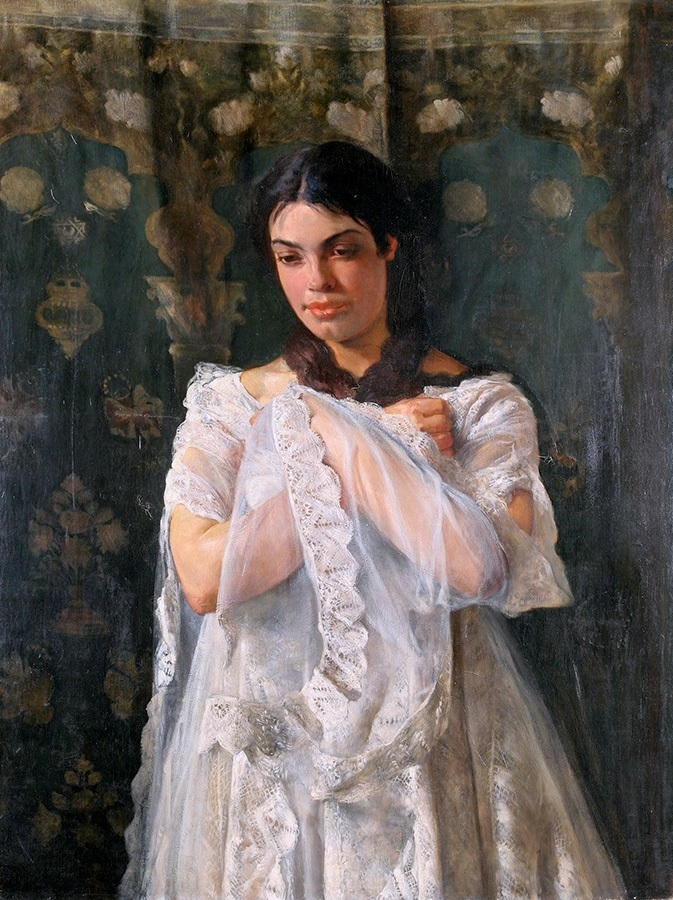
Helena Marcello - Jacek Malczewski

Od 30 października 1897 była żoną aktora Władysława Palińskiego.
Spoczywa na cmentarzu Powązkowskim w Warszawie (kwatera F/G-6-1). Napis na nagrobku: z Chraszczewskich Helena Marczello Palińska artystka dramatyczna.

## Ordery i odznaczenia
- Krzyż Oficerski Orderu Odrodzenia Polski (30 kwietnia 1925)[3]
- Srebrny Wawrzyn Akademicki (7 listopada 1936)[4]

## Role sceniczne
W swoim repertuarze posiadała m.in. role:
- Porcji w Kupcu weneckim Williama Szekspira

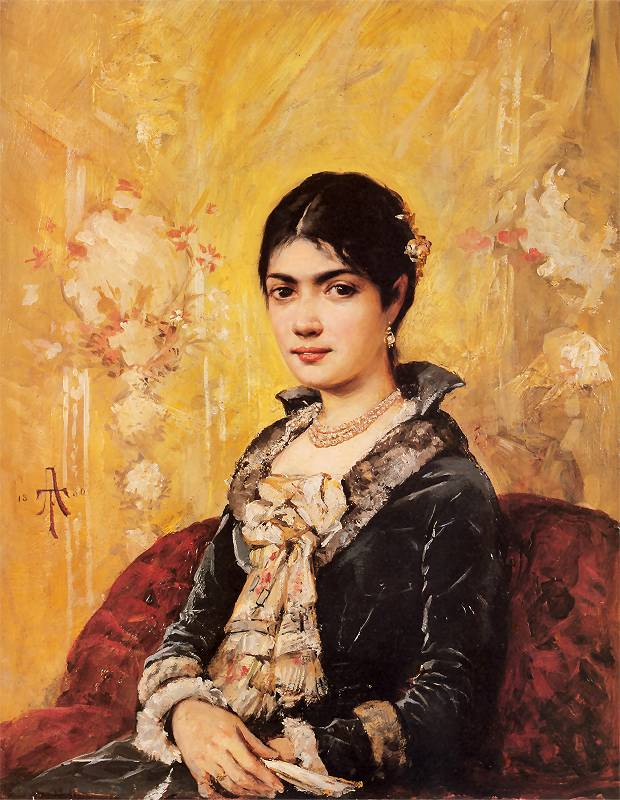
Portret Heleny Marcello-Palińskiej - Tadeusz Ajdukiewicz

- Portret Heleny Marcello-Palińskiej - Tadeusz AjdukiewiczDesdemony w Otellu Williama Szekspira
- Katarzyny w Poskromieniu złośnicy Williama Szekspira
- Amelii w Mazepie Juliusza Słowackiego
- Balladyny w Balladynie Juliusza Słowackiego
- Rozy w Lilli Wenedzie Juliusza Słowackiego
- Nike Napoleonidów w Nocy listopadowej Stanisława Wyspiańskiego
- Królowej Żony w Bolesławie Śmiałym Stanisława Wyspiańskiego
- Amalii w Zbójcach Friedricha Schillera
- Mańki w Panu Damazym Józefa Blizińskiego
- Praksedy w Karpackich góralach Józefa Korzeniowskiego
- Mai w Lecie Tadeusza Rittnera
- tytułową w Adriannie Lecouvreur Ernesta Legouvé'a i Eugène'a Scribe'a
- tytułową w Odette Victoriena Sardou
- Ady w Końcu Sodomy Hermanna Sudermanna
- Judyty w Urielu Akoście Karla Gutzkowa
- Messaliny w Arrii i Messalinie Adolfa Wilbrandta
- Elizy w Nieuczciwych Gerolamo Rovetty
- Jadwigi w Czyja wina? Henryka Sienkiewicza
- Azy w Chacie za wsią Jana Kantego Galasiewicza i Zofii Mellerowej
- Marty w Nauczycielce Władysława Koziebrodzkiego

## Filmografia
- 1912: Ofiara namiętności
- 1913: Zemsta spoza grobu
- 1921: Tamten jako matka Kazimierza
- 1922: Tajemnica medalionu jako Helena Drojowska
- 1922: Rok 1863 jako Rudecka, kuzynka Salomei
- 1923: Od kobiety do kobiety
- 1924: Trucizna bolszewizmu
- 1926: Trędowata jako księżna Podhorecka
- 1928: Przedwiośnie jako pani Wielosławska, matka Hipolita